# National Soccer League 1993-94
La National Soccer League 1993-94 fue la decimoctava edición de la National Soccer League, la liga de fútbol profesional en Australia. El torneo estuvo organizado por la Federación de Fútbol de Australia (FFA). Esta competencia se disputó hasta 2004, para darle paso a la A-League (llamada Hyundai A-League), que comenzó en la temporada 2005-06.
Durante la temporada regular, los clubes disputaron 26 partidos, siendo el Melbourne Knights el que más puntos acumuló, con un total de 53, seguido por el South Melbourne con 47. Los seis primeros equipos con mejores puntajes clasificaron a una ronda eliminatoria, para definir a los finalistas. De los seis clasificados a instancias finales, el Adelaide City y Melbourne Knights llegaron a la final que se disputó el 1 de mayo de 1994, en el estadio Knights Stadium de la ciudad de Melbourne.
La final la ganó el Adelaide City, por un gol a cero. El gol del partido lo hizo el australiano Damian Mori a los 68 minutos de la segunda parte. De esta manera obtuvo el campeonato australiano, que sería su tercer gran logro en la historia.
En cuanto a los premios de la competición, el futbolista con más goles fue Mark Viduka del Melbourne Knights con 16 goles, Mirko Bazic del Melbourne Knights el mejor técnico y nuevamente Viduka el mejor jugador del año.

## Equipos participantes
| Equipo             | Ciudad       | Estadio                         |
| ------------------ | ------------ | ------------------------------- |
| Marconi Fairfield  | Fairfield    | Marconi Stadium                 |
| Wollongong Wolves  | Wollongong   | WIN Stadium                     |
| Adelaide City      | Adelaida     | Adelaide City Park              |
| Morwell Falcons    | Morwell      | Mobil Park                      |
| Sydney Olympic     | Sídney       | Belmore Sports Ground           |
| Brisbane United    | Brisbane     | Perry Park                      |
| Parramatta Eagles  | Chester Hill | Melita Stadium                  |
| Heidelberg United  | Heidelberg   | Olympic Park (Village)          |
| South Melbourne    | Melbourne    | Lakeside Stadium                |
| Newcastle Breakers | Newcastle    | Breakers Stadium                |
| Brunswick Pumas    | Brunswick    | Sumner Park                     |
| Melbourne Knights  | Victoria     | Knights Stadium                 |
| Sydney United      | Sydney       | Edensor Park                    |
| West Adelaide SC   | Adelaide     | Adelaide Shores Football Centre |

## Clasificación
| Posición              | Equipo             | PJ | PG | PE | PP | GF | GC | GD  | Puntos |
| --------------------- | ------------------ | -- | -- | -- | -- | -- | -- | --- | ------ |
| 1                     | Melbourne Knights  | 26 | 16 | 5  | 5  | 59 | 24 | +35 | 53     |
| 2                     | South Melbourne FC | 26 | 13 | 8  | 5  | 39 | 20 | +19 | 47     |
| 3                     | Sydney United      | 26 | 13 | 7  | 6  | 31 | 29 | +2  | 46     |
| 4                     | Marconi Fairfield  | 26 | 11 | 9  | 6  | 52 | 33 | +19 | 42     |
| 5                     | Adelaide City      | 26 | 11 | 8  | 7  | 48 | 27 | +21 | 41     |
| 6                     | Sydney Olympic     | 26 | 11 | 8  | 7  | 40 | 37 | +3  | 41     |
| 7                     | Morwell Falcons    | 26 | 11 | 7  | 8  | 31 | 30 | +1  | 40     |
| 8                     | Brisbane Strikers  | 26 | 10 | 6  | 10 | 28 | 25 | +3  | 36     |
| 9                     | West Adelaide      | 26 | 10 | 5  | 11 | 41 | 34 | +7  | 35     |
| 10                    | Parramatta Eagles  | 26 | 8  | 9  | 9  | 27 | 29 | -2  | 33     |
| 11                    | Wollongong City    | 26 | 6  | 9  | 11 | 24 | 32 | -8  | 27     |
| 12                    | Newcastle Breakers | 26 | 5  | 8  | 13 | 30 | 47 | -17 | 23     |
| 13                    | Brunswick Pumas    | 26 | 5  | 4  | 17 | 22 | 57 | -35 | 19     |
| 14                    | Heidelberg United  | 26 | 3  | 5  | 18 | 19 | 67 | -48 | 14     |
| Estadísticas finales. |                    |    |    |    |    |    |    |     |        |

| Nota: | En esta competencia, un partido ganado equivale a tres puntos y un empate uno. |
|       |                                                                                |
|       | Clasificados a las rondas finales.                                             |
|       | Equipo retirado a final de temporada                                           |

## Ronda eliminatoria

### Semifinal 1
- Melbourne Knights 2-1 South Melbourne[7]
- Sydney United 1-0 (0-2) Adelaide City[7]
- Marconi Fairfield 1-2 (3-1) Sydney Olympic[7]

### Semifinal 2
- Melbourne Knights 2-2 (4-3) South Melbourne[8]
- Marconi Fairfield 1-3 Adelaide City[9]

### Final preliminar
- South Melbourne 0-2 Adelaide City[10]

### Final
| 1 de mayo de 1994 | Melbourne Knights | 0-1     | Adelaide City | Knights Stadium, Melbourne |                            |
|                   |                   | Reporte | Mori 68'      | Árbitro(s): Richard Lorenc | Árbitro(s): Richard Lorenc |

## Premios
- Jugador del año: Mark Viduka (Melbourne Knights)[1]
- Jugador del año categoría sub-21: Mark Viduka (Melbourne Knights)[1]
- Goleador del torneo: Mark Viduka (Melbourne Knights - 16 goles)[1]
- Director técnico del año: Mirko Bazic (Melbourne Knights)[1]

### Otros datos de interés
- Partido con más goles: Marconi Fairfield 7-1 Sydney Olympic.[11]